# Индијски ноктурно
Индијски ноктурно (итал. Notturno indiano) је новела италијанског књижевника Антониа Табукија написана 1984. године.

## Жанр
Индијски ноктурно се чита као путопис и као криминалистички роман, али и као типична Табукијевска проза, која осваја језиком, дијалозима, слутњом и загонетношћу, поетизованом и саноликом реалношћу која се из ње помаља.

### Напомена на почетку романа
| „ | Осим што је последица несанице, ова књига је и једно путовање. Несаница припада ономе ко је књигу написао, а путовање ономе ко је на њега кренуо. па ипак, пошто сам лично посетио иста места која је посетио протагониста ове авантуре, чинило ми се прикладним да овде наведем њихов кратак преглед. Нисам сасвим сигуран да ли је томе допринела илузија да би један топографски преглед могао снагом реалности да осветли овај Ноктурно у којем се трага за једном Сенком или, пак, невероватна претпоставка да би једнога дана неки заљубљеник у необична путовања могао да га употреби као водич. А. Т. | ” |

### Језик Антониа Табукија
Антонио Табуки пише једноставним језиком. Међутим, много тога остаје недоречено, елиптично, само у слутњи и наговештају. Нема случајних реченица. Иако су писци попут Табукија тешко преводиви, они опет најмање и губе у преводу.

## Издања на српском језику
Први превод је био 1990. године (Ана Србиновић и Елизабет Васиљевић), а петнаестак година касније (2006) је приређен прерађен превод истих преводилаца.

### На Брајевом писму
Према издању из 1990. године је урађен превод на Брајево писмо, што је омогућило представљање новеле и писца Табукија слепим и слабовидим особама.

## Награде
Индијски ноктурно добио је 1987. године престижну Prix Médicis étranger, француску награду за најбољи роман године написан на страном језику.

## На филму
Према новели је 1989. године. снимљен филм који је режирао Alain Cornau.